# 1876 Napolitania
Az 1876 Napolitania (ideiglenes jelöléssel 1970 BA) egy kisbolygó a Naprendszerben. Kowal, C. fedezte fel 1970. január 31-én.